# Mauzoleum Batthyányů
Mauzoleum Batthyányů v Budapešti je hrobka  uherského magnátského rodu Batthyányů, který byl jedním z nejvlivnějších šlechtických rodů habsburské monarchie. Nachází se na hřbitově Kerepesi (Fiumei Úti Sírkert) a bylo postaveno pro prvního maďarského premiéra Lajose Batthyányho, který byl popraven po potlačení maďarské revoluce v roce 1849. Přestože se jedná o nejznámější pohřebiště Batthyányů, větší je rodová hrobka Batthyányů v Güssingu.

## Poloha a popis

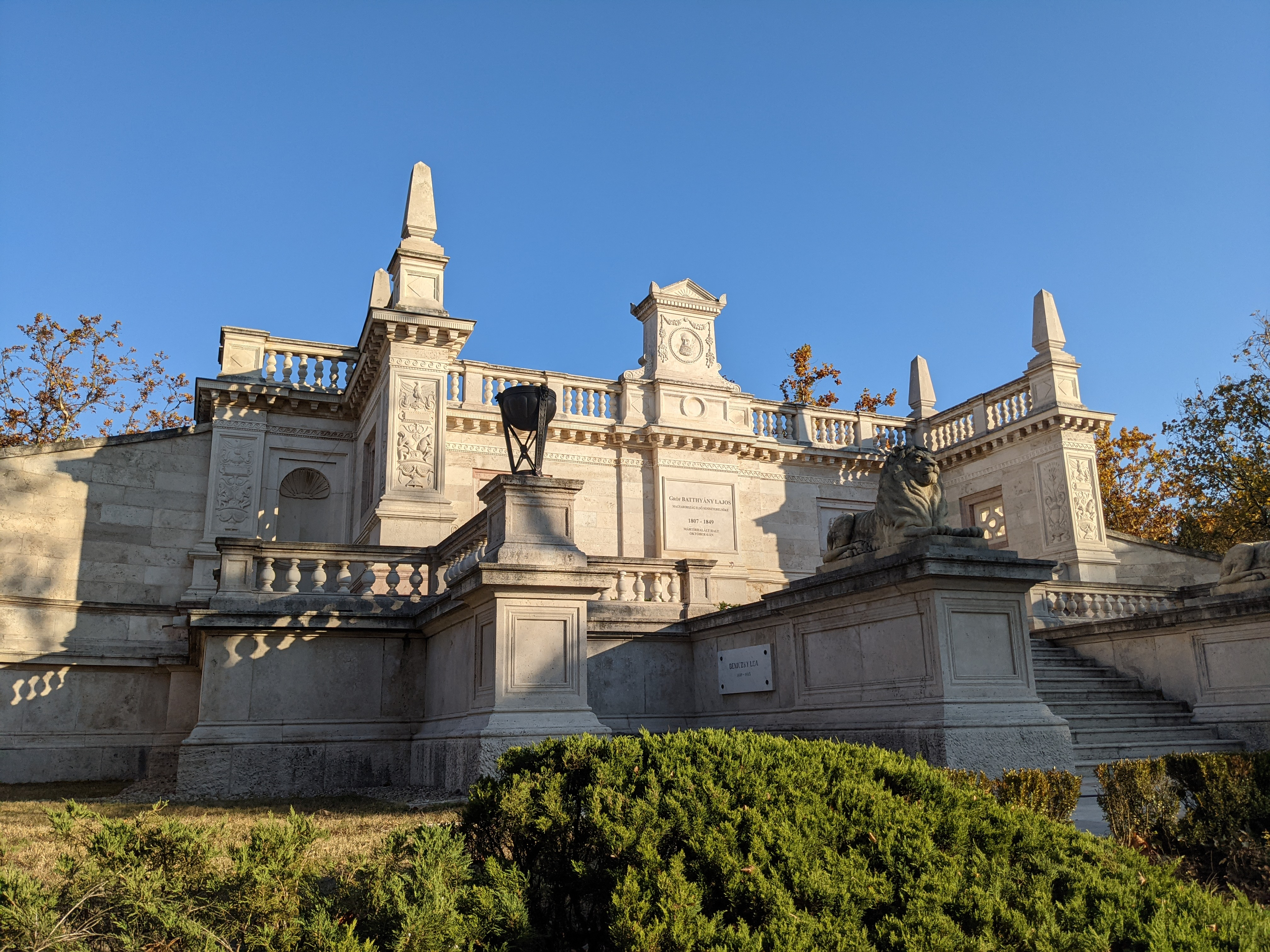
Mauzoleum v roce 2021

Mauzoleum se nachází v budapešťském VIII. obvodě Józsefváros (Josefov) nedaleko Keleti pályaudvar (Východního nádraží) na hřbitově při Fiumeské (Rijecké) ulici (maďarsky Fiumei Úti Sírkert), který je také známý jako hřbitov Kerepesi. Hrobka je situována v severozápadní části hřbitovního areálu, jižně od jedné z hlavních západovýchodních os. Přímo na této hlavní ose, která probíhá asi 50 metrů severně, se nacházejí dvě slavné monumentální arkády hřbitova.
Pohřebiště Batthyányů tvoří řadová monumentální terasová budova v novorenesančním stylu. Má centrální schodiště, po stranách lemované dvěma kamennými lvy, které zase zleva a zprava lemují misky na oheň. Mezi těmito kamennými lvy a miskami na oheň jsou vchody do podzemní krypty. Ve středu hlavní osy je mauzoleum korunováno reliéfem Lajose Batthyányho a balustrádou s obelisky. Schodiště je přerušeno první terasou, přes kterou se lze dostat k bočním vchodům do krypty s hrobkami. Schodiště pokračuje podél hlavní osy na druhou, horní terasu, která je vzadu uzavřena konstrukcí ve tvaru opěrné zdi s vrcholovým reliéfem Lajose Batthyányho. Za tím leží uměle vyvýšený kopec s dalšími pohřebišti. Horní terasou probíhá lavice lemovaná členěnou římsou, která je po stranách ohraničena vysokými nástěnnými prvky s balustrádami a obelisky.

## Historie

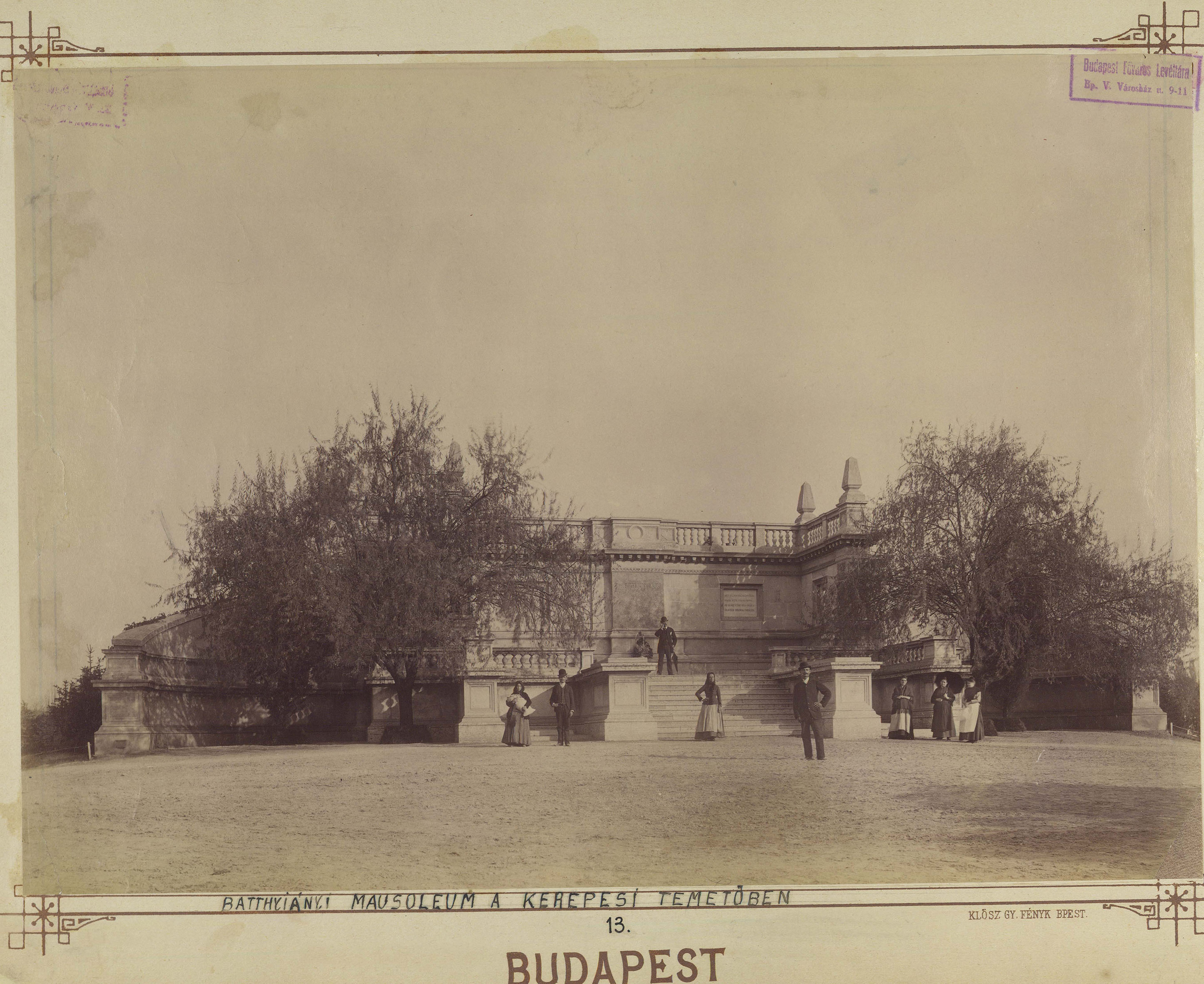
Komplex v roce 1890, ještě bez kamenných lvů, misek na oheň a vrcholového reliéfu

Po popravě za velezradu během revoluce 1848/1849 bylo tělo Lajose Batthyányho původně pohřbeno v kryptě františkánského kostela v Pešti v roce 1849. Důsledkem politického uvolnění po rakousko-uherském vyrovnání z roku 1867 bylo jeho tělo v roce 1870 exhumováno a pohřbeno na hřbitově Kerepesi. Mauzoleum však v té době ještě neexistovalo. Bylo postaveno v letech 1872–1874 Albertem Schickedanzem v novorenesančním stylu, ale původně muselo být kvůli vysokým nákladům postaveno menší, než se původně plánovalo. Vrcholový reliéf Lajose Batthyányho, kamenní lvi a misky na oheň byly přidány až při rekonstrukci areálu v roce 2000.

## Pohřbené osoby
1. Ludvík (maďarsky Lajos) III. hrabě Batthyány (1807–1849), první předseda vlády Maďarska
2. Antonie Batthyányová, rozená hraběnka Zichy (1816–1888), manželka Ludvíka III.
3. Helena Batthyányová, provdaná Beniczky (1842–1929), dcera Ludvíka III. a Antonie
4. Elemér hrabě Batthyány (1847–1932), syn Ludvíka III. a Antonie

Dva další členové rodiny jsou pohřbeni na hřbitově:
1. Theodor (maďarsky Tivadar) II. hrabě Batthyány (1859–1931), politik a ministr
2. Olga, rozená hraběnka Batthyányová (1869–1939), manželka Theodora III.[3]

## Galerie

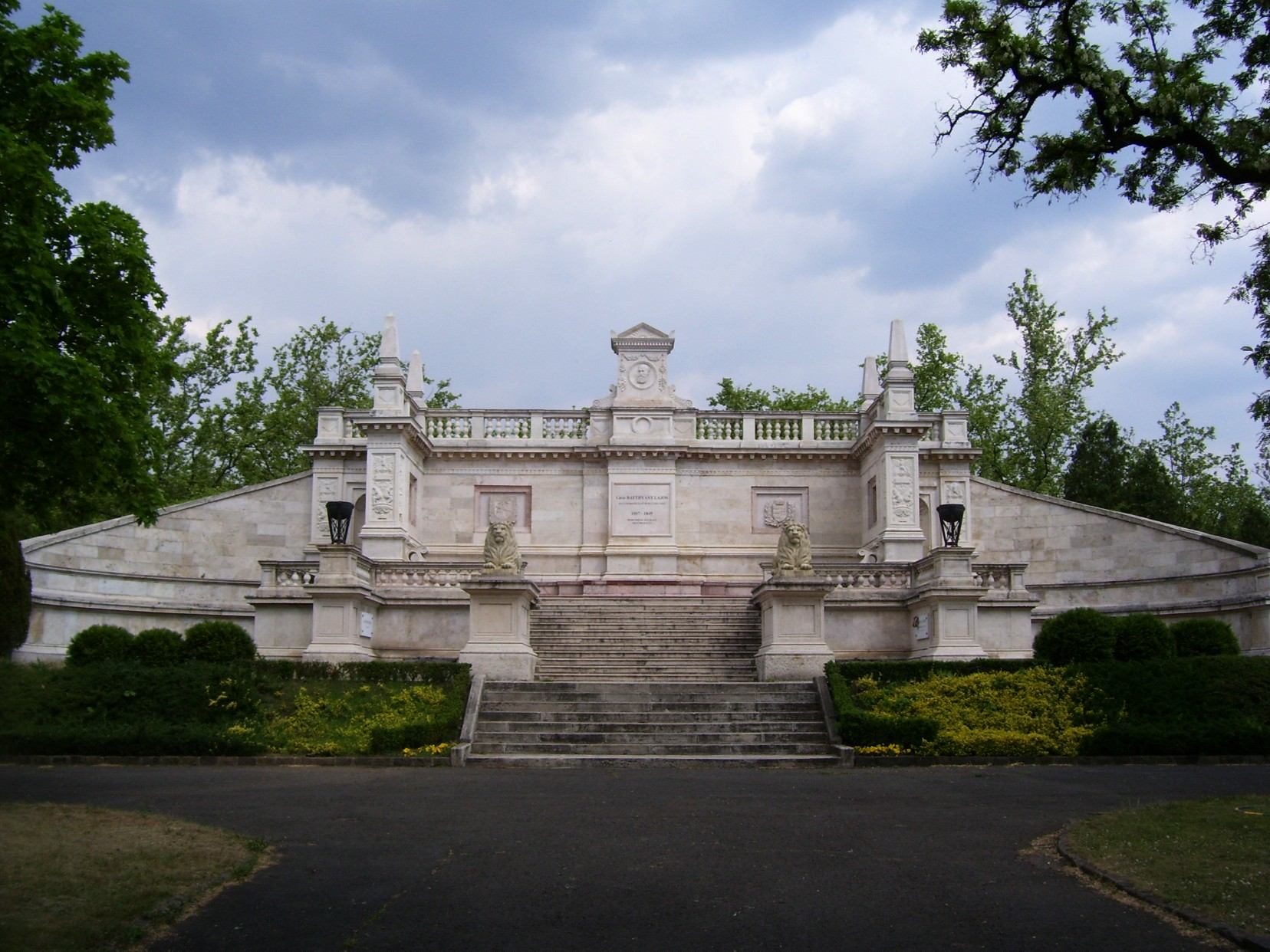
Čelní pohled na mauzoleum
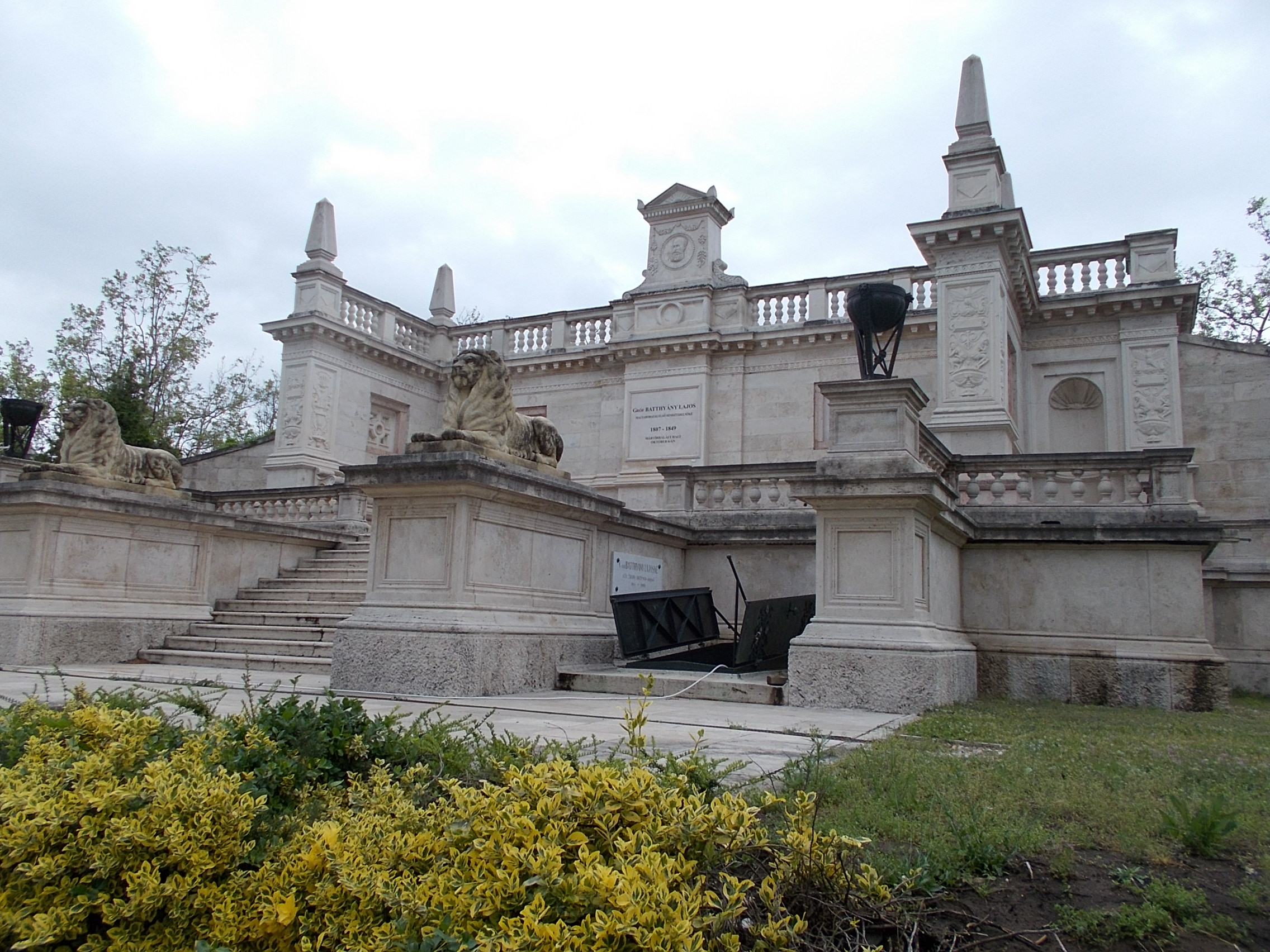
Spodní terasa s jedním z otevřených vstupů do krypty
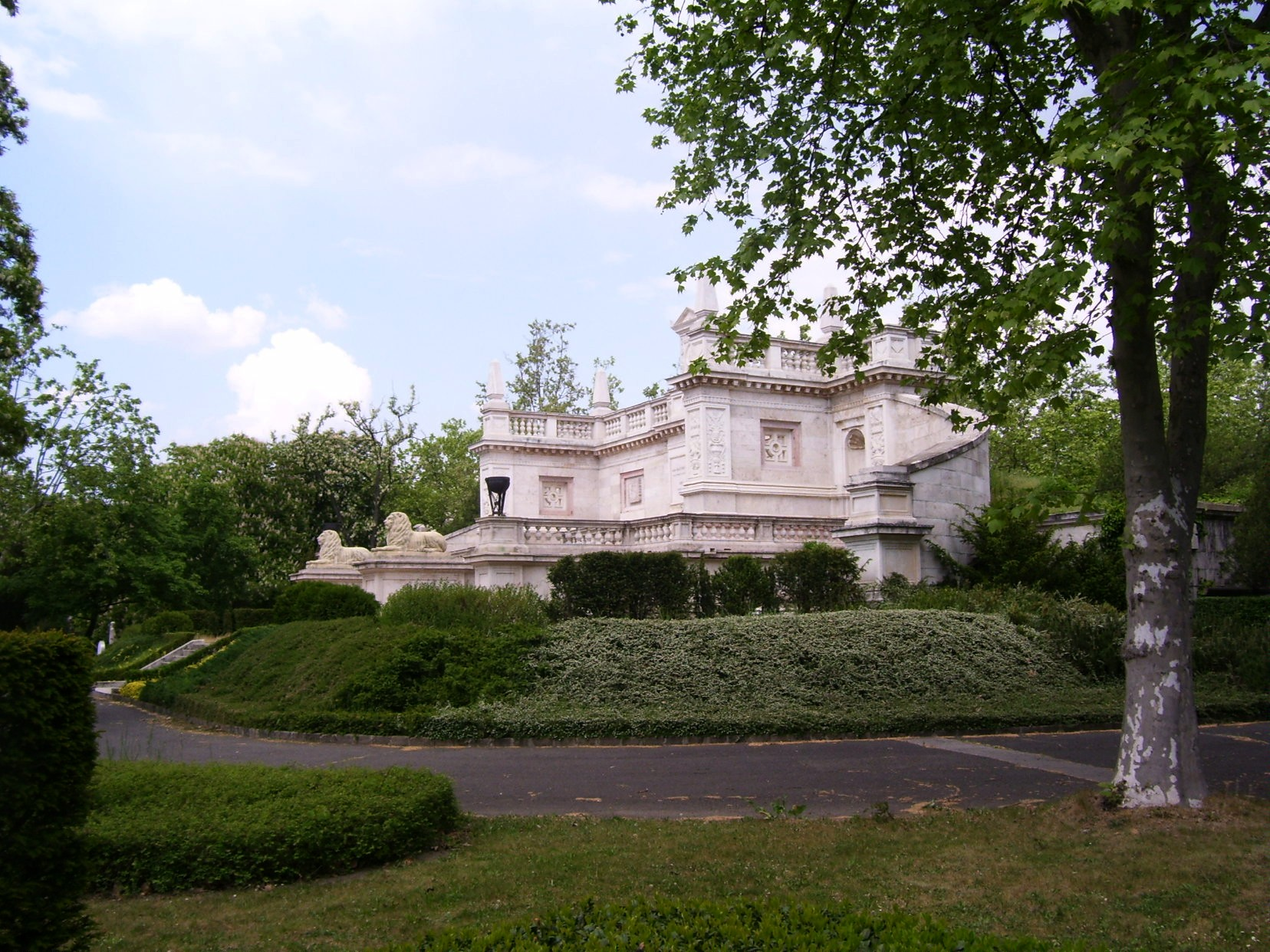
Boční pohled
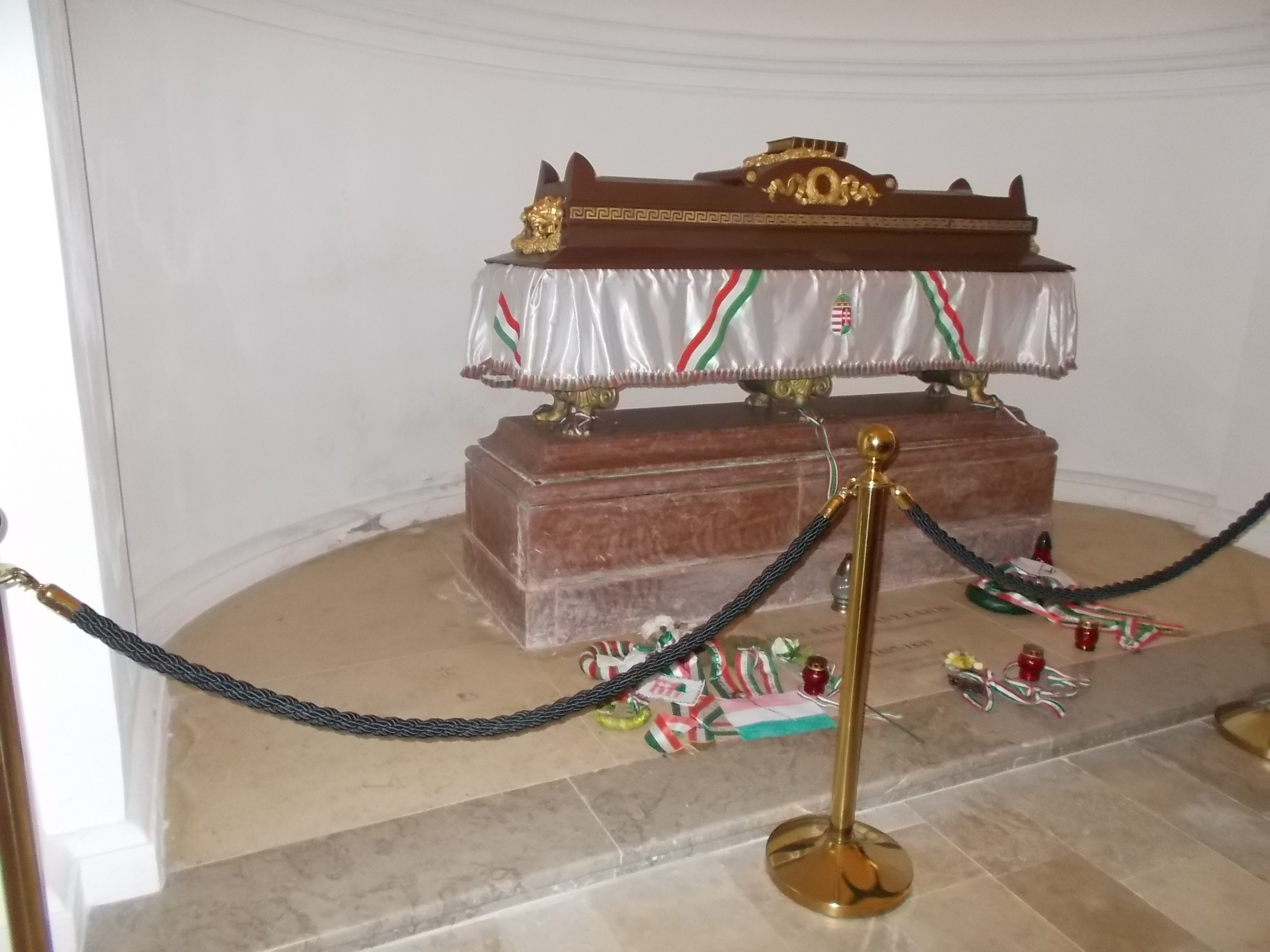
Sarkofág Lajose Batthyányho